# Flotte de la Baltique
Pour les articles homonymes, voir Flotte (homonymie).

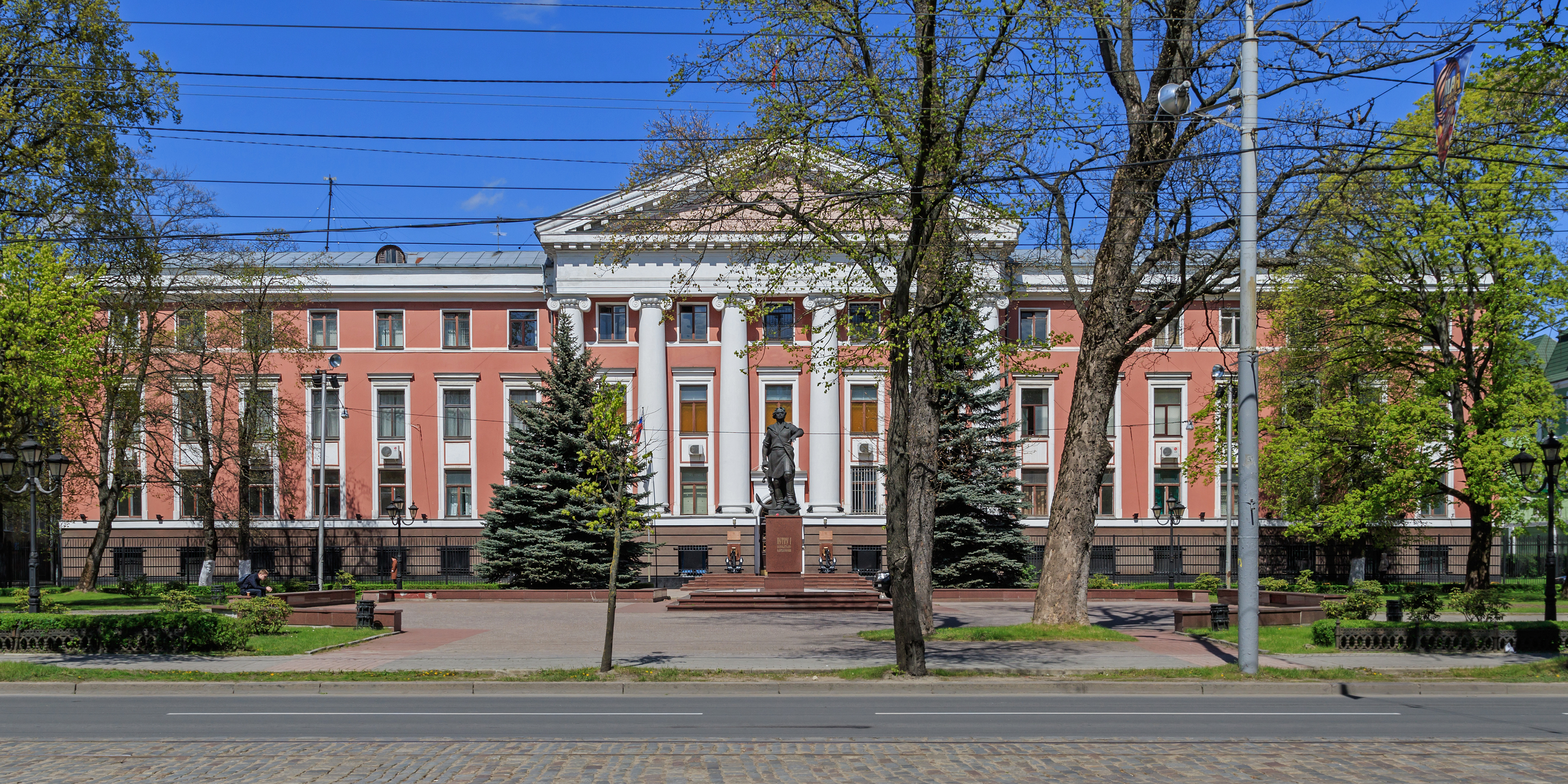
QG à Kaliningrad, 2017.

La flotte de la Baltique (en russe : Дважды Краснознамённый Балтийский флот) est la flotte de la Russie impériale, puis plus tard de la marine soviétique, et maintenant de la marine russe, présente dans la mer Baltique. Son quartier-général est situé à Kaliningrad, avec comme base principale Baltiïsk et une autre à Kronstadt dans le golfe de Finlande.

## Histoire
Elle est fondée le 17 mars 1703 par le tsar Pierre le Grand, la flotte de la Baltique est la plus ancienne formation de la marine russe.

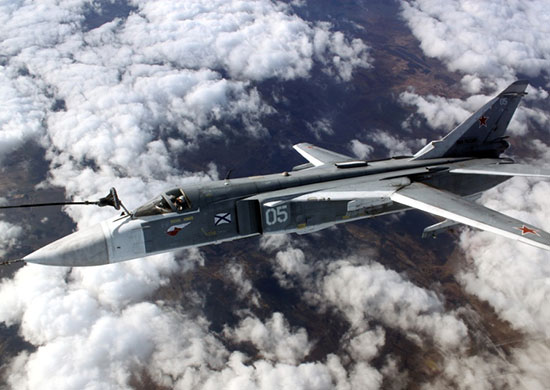
Un Su-24M de l'aviation navale russe de la flotte de la Baltique en 2015.

La flotte de la Baltique fut décimée par la Marine impériale japonaise lors de la bataille de Tsushima durant la guerre entre l'Empire russe et l'empire du Japon. À la fin de la Première Guerre mondiale, elle fut évacuée sur Cronstadt pour échapper à l'armée allemande.
L'insurrection des 27 000 marins et soldats de la base navale de Cronstadt située dans la baie de Pétrograd en mars 1921 en conjonction avec les révoltes paysannes enflammant le pays (Nestor Makhno et l'armée révolutionnaire insurrectionnelle ukrainienne) a notamment obligé Lénine à réviser sa politique économique pour ouvrir l’ère de la Nouvelle politique économique.
Cette flotte a reçu l'ordre du Drapeau rouge à deux reprises. Lors de la Seconde Guerre mondiale, elle participe au siège de Leningrad.
Dans les années 1990, avec l'éclatement de l'URSS, la flotte se retrouve privée de ses bases-clés d'Estonie, de Lettonie et de Lituanie, laissant l'oblast de Kaliningrad comme seul débouché naval.

## Commandants
- Zinovi Rojestvenski en 1905.
- Alexandre Pavlovitch Zelenoï en 1919.

...
- Nikolaï Mikhaïlovitch Kharlamov de novembre 1956 à mai 1959[3].

...
- Viktor Nikolaïevitch Liina du 5 octobre 2021 à avril 2023.
- Vladimir Vorobiov depuis avril 2023[4].

## Composition
En 2008, elle comprenait 75 navires de combat de tout type (frégates, corvettes de classe Steregouchtchi, Parchim et Nanuchka, destroyers de classe Sovremenny, dragueurs de mines de classe Sonya et sous-marins de classe Kilo et Lada). La flotte comprenait par ailleurs en 2007 une aviation navale constituée de 23 Su-27, 24 Su-26, 14 An-12/24/26, 2 An-12 Cub (MR / EW), 11 Mi-24 Hind, 19 Ka-28 Helix, 8 hélicoptères d'assaut Ka-29 Helix et 17 hélicoptères de transport Mi-8 Hip selon l'IISS.